# Polycentropus melanae
Polycentropus melanae là một loài Trichoptera trong họ Polycentropodidae. Chúng phân bố ở miền Tân bắc.